# 第一型弦理論
I型弦(Type I)是五種超弦之一，並且與O型雜弦具有S對偶聯繫。

## 概述
早期约翰·施瓦茨在獨自鑽研弦論的時代，大致上分為I型弦和II型弦理論。I型弦是包含開弦和閉弦的理論，起初擁有許多問題，例如無法解釋標準模型等等，但這些弊端在第一次超弦革命則有所改善。Ⅰ型弦的低能極限等價於N=1的10維超重力和超楊-米爾斯理論,規範群為SO(N)和SP(N)。

## 對偶性
當I型弦耦合常數大於1時，O型雜弦的耦合常數便會小於1，反之亦同，這種聯繫稱為「強弱對偶」。而耦合常數小於1則意味著微擾方法是適用的。且I型弦緊致空間半徑R的理論，其性質可等同於O型雜弦緊致空間半徑為1/R的理論，這是納入時空幾何的對偶性，又稱為「大/小半徑對偶」